# Diastopora
Diastopora är ett släkte av mossdjur. Diastopora ingår i familjen Diastoporidae.
Kladogram enligt Catalogue of Life:
| Diastopora | \| \| Diastopora canui \| \| \| \| \| \| Diastopora dichotoma \| \| \| \| \| \| Diastopora dubia \| \| \| \| \| \| Diastopora gemelligera \| \| \| \| \| \| Diastopora gracilis \| \| \| \| \| \| Diastopora malacensis \| \| \| \| \| \| Diastopora reticulata \| \| \| \| \| \| Diastopora ridleyi \| \| \| \| \| \| Diastopora rugosa \| \| \| \| \| \| Diastopora transversata \| \| \| \| |
|            | \| \| Diastopora canui \| \| \| \| \| \| Diastopora dichotoma \| \| \| \| \| \| Diastopora dubia \| \| \| \| \| \| Diastopora gemelligera \| \| \| \| \| \| Diastopora gracilis \| \| \| \| \| \| Diastopora malacensis \| \| \| \| \| \| Diastopora reticulata \| \| \| \| \| \| Diastopora ridleyi \| \| \| \| \| \| Diastopora rugosa \| \| \| \| \| \| Diastopora transversata \| \| \| \| |
|            | Bidiastopora |
|            | |
|            | Cardioecia |
|            | |
|            | Desmeplagioecia |
|            | |
|            | Diplosolen |
|            | |
|            | Eurystrotos |
|            | |
|            | Liripora |
|            | |
|            | Microecia |
|            | |
|            | Plagioecia |
|            | |
|            | Serpentipora |
|            | |
|            | Diastopora canui |
|            | |
|            | Diastopora dichotoma |
|            | |
|            | Diastopora dubia |
|            | |
|            | Diastopora gemelligera |
|            | |
|            | Diastopora gracilis |
|            | |
|            | Diastopora malacensis |
|            | |
|            | Diastopora reticulata |
|            | |
|            | Diastopora ridleyi |
|            | |
|            | Diastopora rugosa |
|            | |
|            | Diastopora transversata |
|            | |

|  | Diastopora canui        |
|  |                         |
|  | Diastopora dichotoma    |
|  |                         |
|  | Diastopora dubia        |
|  |                         |
|  | Diastopora gemelligera  |
|  |                         |
|  | Diastopora gracilis     |
|  |                         |
|  | Diastopora malacensis   |
|  |                         |
|  | Diastopora reticulata   |
|  |                         |
|  | Diastopora ridleyi      |
|  |                         |
|  | Diastopora rugosa       |
|  |                         |
|  | Diastopora transversata |
|  |                         |